# Bloque Nacional
El Bloque Nacional fue una coalición de derecha monárquica de la Segunda República Española creada en 1934 por José Calvo Sotelo, en la que se integraron los alfonsinos de Renovación Española (cuyo líder era precisamente Calvo Sotelo) y la Comunión Tradicionalista, por mediación del conde de Rodezno y Víctor Pradera. También se unió el Partido Nacionalista Español del doctor Albiñana. 
Aunque el Bloque Nacional se presentó en algunas circunscripciones en solitario, en la mayoría de ellas formó una coalición mayor con el resto de formaciones derechistas de la época (Unión de Derechas en 1933 y Frente Nacional Contrarrevolucionario en 1936).

## Historia
Al parecer la idea de formar un «bloque» que aglutinara a las derechas antirrepublicanas surgió en París entre los expatriados monárquicos. Pedro Sáinz Rodríguez afirmó que se la propuso a José Calvo Sotelo y este la asumió como propia. Sáinz Rodríguez escribió en sus memorias: «Desde entonces, y preparando ya el terreno, en todos los actos de propaganda en que intervenía hablaba yo de la unión necesaria, empleando, constantemente la palabra bloque, pensando en el que proyectábamos organizar». La propuesta se puso en marcha en cuanto los exiliados pudieron volver a España gracias a la amnistía aprobada por el gobierno del Partido Republicano Radical a principios de mayo de 1934.
El 14 de junio Calvo Sotelo lanzó la idea en una entrevista concedida al diario monárquico ABC. En ella propuso crear un «bloque o alianza hispana o nacionalista —el nombre es lo de menos— con la cooperación de las fuerzas afines que no aceptan la vigente Constitución [...] Este bloque mantendría los compromisos electorales que precedieron al 19 de noviembre, y que no pueden considerarse cancelados por la razón sencilla de que aún no fueron cumplidos integralmente». Su objetivo sería «sembrar la mística de la reforma estatal totalitaria». Para ello defendería: «primeramente, España única. No más condescendencias en la materia: ni otros estatutos, ni ensanche del que rige para Cataluña»; la vuelta a la bandera bicolor, «no por monárquica, sino por nacional»; y salvar «el capitalismo de ahorro. Ello supone y requiere economía dirigida, base corporativa en el Trabajo y el Gobierno, Poder fuerte, con continuidad asegurada». Finalmente se refería a la monarquía de la que decía que no debía ser «restaurada» sino «instaurada», «esto es, que la Monarquía, aunque retorne, no podría volver a ser en nada, absolutamente en nada, lo que era la que pereció el 1931». Para ello proponía también que Alfonso XIII abdicara en su hijo Juan.
En principio la propuesta de Calvo Sotelo fue bien recibida. El también exministro de la Dictadura de Primo de Rivera Eduardo Aunós declaró el 18 de julio que había que ir «a ese Bloque Nacional que propugna el Sr. Calvo Sotelo» (ese mismo día el periódico derechista La Nación también lo apoyó) y José María Albiñana, líder del ultraderechista Partido Nacionalista Español, defendió la necesidad de su formación para unir a «los que luchan contra los aniquiladores de España». «La obra contrarrevolucionaria ha de ser de todos», afirmó. En agosto Antonio Goicoechea, presidente de Renovación Española, aseguró que su partido acudiría «a la formación de un Bloque Hispano con elementos afines a los principios fundamentales, como son los tradicionalistas y los fascistas». Sin embargo, fue la fallida Revolución de Octubre de 1934 la que creó el clima favorable para que el proyecto cuajara definitivamente.
El 11 de noviembre, cinco días después de haber intervenido en las Cortes sobre la revolución que acababa de ser sofocada, Calvo Sotelo anunció en una entrevista concedida al diario ABC que se proponía, «en unión de varios diputados de diversos partidos, dirigir un manifiesto al país para la iniciación de un gran movimiento de tipo nacionalista, al margen de aquéllos y respetando su personalidad respectiva». En la entrevista también explicaba las grandes líneas del manifiesto: «¿Objetivo? La conquista del Estado. ¿Programa? Un programa realista, inmediato. En lo económico, izquierdismo; en los político, derechismo. O sea, justicia social y autoridad. Un Estado fuerte que imponga su ley a patronos y obreros. Jerarquía férrea. Valores morales. Culto a la vieja tradición española. Dentro del Estado, sólo un Poder, el suyo; sola una Nación, la española».
El doctor Albiñana en seguida mostró su completa identificación con el proyecto del «ilustre hacendista» para «la obra reconstructora de España». También lo apoyaron, aunque de forma menos entusiasta, Renovación Española y la Comunión Tradicionalista, esta última tras un tenso debate interno (el nuevo proyecto llegó a ser visto por Antonio Goicoechea y Manuel Fal Conde, líderes de Renovación Española y de la Comunión Tradicionalista, respectivamente, como una amenaza al propio futuro de sus formaciones). Para que los tradicionalistas aceptaran el manifiesto que había redactado Calvo Sotelo, Pedro Sainz Rodríguez, «buen conocedor del vocabulario carlista», introdujo algunos cambios formales. El partido que finalmente no se sumó al Bloque Nacional fue Falange Española de las JONS «por entender que la tarea de infundir sentido nacional en las más masas más numerosas y enérgicas del país, exige precisamente el desembarazo, el ritmo y el estilo de la Falange Española de las JONS. Esta, sin embargo, bien lejos como está de ser un partido de derechas, se felicita de que los grupos conservadores tiendan a nutrir sus programas de contenido nacional, en lugar de caracterizarse como era frecuente hasta ahora, por el propósito de defender intereses de clase». Tampoco se sumó la «accidentalista» CEDA ya que seguía apostando por la vía posilibista y por la alianza con los radicales de Alejandro Lerroux, en cuyo gobierno acababan de entrar tres ministros cedistas. Además su líder José María Gil Robles, al igual que José Antonio Primo de Rivera (líder de Falange), mantenía una fuerte rivalidad y albergaba diferencias personales con Calvo Sotelo.
El manifiesto fundacional del Bloque Nacional apareció el 8 de diciembre de 1934 pero censurado: cerca de la mitad del texto fue tachado por orden del Gobierno y las firmas de los que lo apoyaban fueron también suprimidas, sustituidas por la frase «Calvo Sotelo y otros». Los promotores esperaban que hubieran apoyado el manifiesto muchos más diputados de la CEDA de los que lo hicieron, y hubo ausencias significativas como la de Juan Ignacio Luca de Tena, propietario del diario monárquico ABC, o el general Sanjurjo, exiliado en Lisboa tras ser amnistiado, aunque este último le escribió una carta personal a Calvo Sotelo en la que le manifestaba su «viva simpatía, aplauso y compenetración con sus patrióticos propósitos»: «intentar unir al mayor número de españoles, en un movimiento único de vibrante y resuelto culto a la unidad de la Patria indivisible, al necesario prestigio del Ejército y al glorioso recuerdo de nuestro pasado».
El contenido del manifiesto estaba en la línea de la doctrina contrarrevolucionaria de Acción Española y defendía la vuelta a los valores tradicionales con una monarquía autoritaria y el ejército como su principal apoyo (el ejército como «columna vertebral de la patria», concepto que recuperaría el franquismo). Se proponía un Estado fuerte e integrador de tipo antiparlamentario, más cercano al modelo de poder propugnado desde el fascismo que a las corrientes ultraconservadoras vigentes hasta entonces en España. Según Alfonso Bullón de Mendoza, el manifiesto respondía a las ideas que había venido exponiendo Calvo Sotelo desde hacía tiempo: «afirmación de España unida y en orden»; «negación del existente estado constitucional»; defensa del catolicismo («el hecho católico fue factor decisivo y determinante en la formación de nuestra nacionalidad»); un Estado fuerte que acabaría con la lucha de clases implantando la justicia social; suspensión del Parlamento, reemplazado por unas «Cortes orgánicas»; defensa del Ejército, «columna vertebral de la Patria», etc. El objetivo final era «la conquista del Estado». Sin embargo, otros autores conceden mayor peso en el programa del Bloque Nacional a la obra El Estado Nuevo (1935) de Víctor Pradera, en la que sistematizó la forma política del Estado enraizado al corporativismo católico inspirado en las encíclicas de León XIII, con el foralismo de Vázquez de Mella y la tradición española.

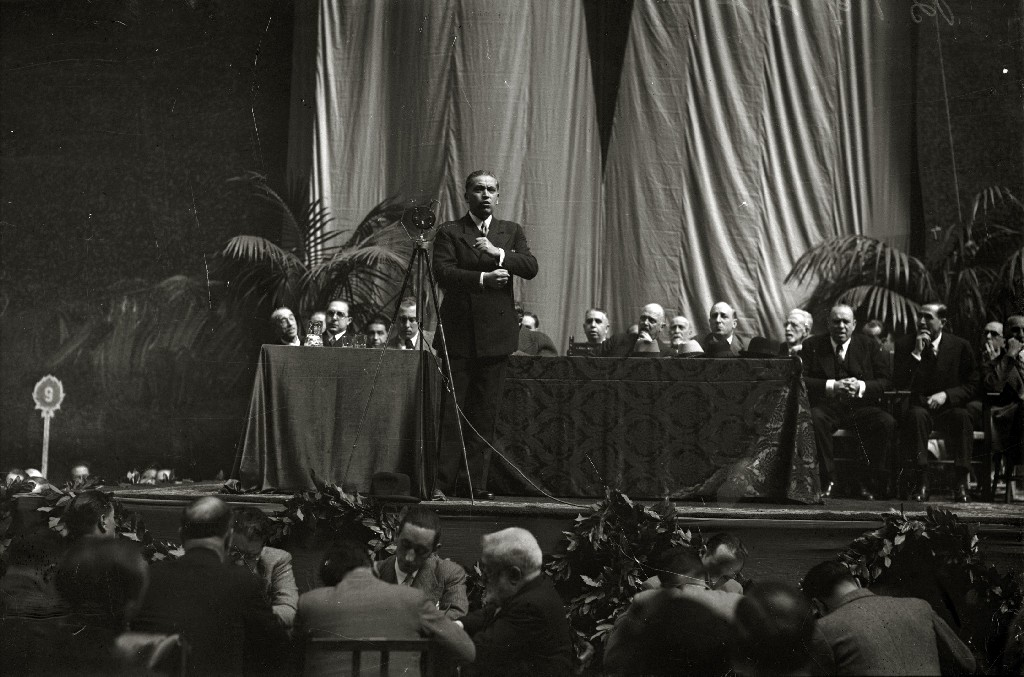
El líder del Bloque Nacional José Calvo Sotelo en un mitin en el frontón Urumea de San Sebastián (1935).

Como casi la mitad del manifiesto fue censurado por el Gobierno (el diario La Nación, periódico derechista en el que colaboraba asiduamente Calvo Sotelo, se negó a publicarlo mutilado), sus promotores buscaron otros medios para su difusión. Fue repartido en mano por las calles de Madrid por jóvenes de la Comunión Tradicionalista, siendo detenidos algunos de ellos. La policía llegó a presentarse en el domicilio de Calvo Sotelo, quien asumió «por completo la responsabilidad de la redacción, impresión y difusión del manifiesto del Bloque Nacional». Como Calvo Sotelo era diputado, por lo que gozaba de inmunidad parlamentaria, la causa pasó al Tribunal Supremo. El 24 de diciembre el comité ejecutivo del Bloque, compuesto por José Calvo Sotelo, Pedro Sainz Rodríguez, Víctor Pradera, Juan Antonio Ansaldo y José María Lamamié de Clairac, publicó en ABC una carta abierta al líder de la CEDA José María Gil Robles en la que le hacía responsable de que el Gobierno hubiera puesto tantas trabas a que el manifiesto fuera conocido por el público. Gil Robles contestó que utilizaría toda su influencia para que «puedan ustedes obtener total libertad para atacarme», señalando a continuación que lo que buscaban «en realidad» con sus «fervorosos llamamientos a la unión de las derechas» era «la destrucción de la CEDA»
A mediados de enero de 1935 Calvo Sotelo y Antonio Goicoechea se entrevistaron en Roma con el exrey Alfonso XIII quien, según un informe de la Dirección General de Seguridad, «les hizo presentes sus deseos de que para un más pronto y mejor éxito procurase a la mayor brevedad posible agrupar en un solo y único gran partido "Nacional monárquico" y bajo una sola jefatura a todas las agrupaciones y facciones monárquicas hoy existentes y que se intensifique la propaganda en pro de dichos ideales monárquicos».
En 1935 Ansaldo creó las llamadas «Guerrillas de España», un grupo paramilitar de limitado alcance, sobre los elementos juveniles del Bloque. El uniforme era camisa gris y gorro de legionario. Su emblema era la cruz de San Fernando. Llegó a superar los mil afiliados y su principal tarea era la propaganda. Su acción más espectacular fue colocar un globo de doce metros de alto y uno y medio de diámetro sobre la Gran Vía de Madrid. Sobre su fondo con los colores de la bandera monárquica se leía: «El Bloque Nacional salvará España». Ansaldo fue condenado por un consejo de guerra a doce días de prisión militar, donde fue visitado y felicitado por Calvo Sotelo. En sus memorias Ansaldo contó que «de continuo había que visitar y auxiliar económicamente a docenas y docenas de "guerrilleros" encarcelados o detenidos. Después era necesario defenderlos en causas y juicios. Esos muchachos eran, en general, díscolos y un tanto fanfarrones. [...] Pese a todas las zalemas y amabilidades exteriores, adivinaba en sus propios colegas la siguiente preocupación: ¿Realmente merecía la pena exponernos a que nos cierren las oficinas de propaganda electoral del Bloque, y distraer importantes sumas de su caja central, para colocar algunos pasquines, provocar pequeñas algaradas callejeras y entretener al público con exhibiciones aeronáuticas?».
La opción del Bloque Nacional obtuvo un fracaso electoral en las elecciones de 1936, haciéndose patente el escaso apoyo popular al alfonsismo autoritario, aunque paradójicamente reforzó a los calvosotelistas dentro del espectro de la derecha radical. Tras conocer los resultados Calvo Sotelo trató de que se declarara el estado de excepción y no vaciló posteriormente en volver a reclamar dentro de un clima de creciente inestabilidad política y social la instauración de una dictadura militar; no obstante, tras las elecciones de febrero el bloque se precipitaría a una dinámica de disolución.